# Le Champ d'oliviers
Le Champ d’oliviers est une nouvelle de Guy de Maupassant, publiée en 1890.

## Historique
Le Champ d’oliviers est une nouvelle de Guy de Maupassant d'abord publiée en feuilleton dans le journal Le Figaro du 19 au 23 février 1890, puis dans le recueil L'Inutile Beauté.

## Résumé
Après une bonne pêche, l'abbé Vilbois remonte vers sa bastide bâtie au milieu d'un champ d'oliviers. Une visite inquiétante va déranger le vieux prêtre, ancien baron de Vilbois…

## Éditions
- 1890 -  Le Champ d’oliviers, dans Le Figaro
- 1890 -  Le Champ d’oliviers, dans La Vie populaire du 5 et 8 juin 1890
- 1890 -  Le Champ d’oliviers, dans L'Inutile Beauté recueil paru chez l’éditeur Victor Havard.
- 1979 -  Le Champ d’oliviers, dans Maupassant, Contes et Nouvelles, tome II, texte établi et annoté par Louis Forestier, éditions Gallimard, Bibliothèque de la Pléiade.